# Les Ramassiers
Les Ramassiers (Los Ramassièrs en occitan) est un quartier résidentiel et de bureaux des villes de Colomiers et de Toulouse situé dans l'ouest de l'agglomération toulousaine. Il profite de sa proximité directe avec les sites d'Airbus de Saint-Martin-du-Touch et de son bassin d'emplois, ainsi que de l'essor économique du secteur.

## Historique
À partir de 1997, le quartier est desservi par la rocade Arc-en-Ciel.
Avant 2002, le quartier ne possédait que des champs, seulement quelques maisons et entreprises et une sous-station électrique à haute tension. Il était également traversé par la ligne de ferroviaire de Toulouse à Auch mais n'avait pas de haltes.
2003 : Arrivée de la gare de la ligne C dans le quartier.
2006 : Le quartier commence à s'urbaniser.
2008 : Tous les terrains à proximité de la rocade sont achetés pour la future ZAC des Ramassiers et 450 logements sont habités.
2014 : Le quartier est désormais doté d'une école élémentaire et maternelle.
2015 : Tisséo inaugure son nouveau dépôt de bus de Colomiers aux Ramassiers, situé à proximité directe de la rocade Arc-en-Ciel.
2017 : Dans le cadre du projet de 3ème ligne de métro, validé de 18 juillet 2018, il est confirmé que le quartier sera desservi par une station au niveau de l'échangeur de la Fontaine Lumineuse (A624/N124/D82) en 2024.

## Situation géographique
Les Ramassiers est un quartier de Colomiers, à la limite de Toulouse. Il se développe conjointement avec le quartier de Saint-Martin-du-Touch, à Toulouse. La zone d'activité de ce dernier s'étend d'ailleurs partiellement aux Ramassiers.

## Lieux et monuments
- Château de l'Armurié : le château est construit au XVIIe siècle. Il tient peut-être son nom du propriétaire du domaine au Moyen Âge, qui aurait été un fabricant d'armes. Au XVIIIe siècle, le château passe entre les mains de plusieurs familles, dont un capitoul et de un trésorier général de France. En 1935, il est vendu aux frères Raoul et Georges Massardy – le premier est par ailleurs le gendre d'Eugène Montel, figure de la SFIO de l'Aude, conseiller municipal de Narbonne et ami de Léon Blum. Entre juin et septembre 1940, Léon Blum réside au château, à l'invitation d'Eugène Montel. Ils sont tous les deux arrêtés le 15 septembre 1940 sur ordre du régime de Vichy. En 2006, le château est acheté aux héritiers de la famille Massardy par la SEM de Colomiers. En 2009, il est cédé à un opérateur immobilier, Pitch Promotion. Entre 2016 et 2019, les travaux aboutissent à la réalisation d'un ensemble immobilier de 53 logements sur les plans de l'agence toulousaine MY Architectes. Seule la façade principale du château a été en partie conservée et rénovée.

## Aménagement urbain

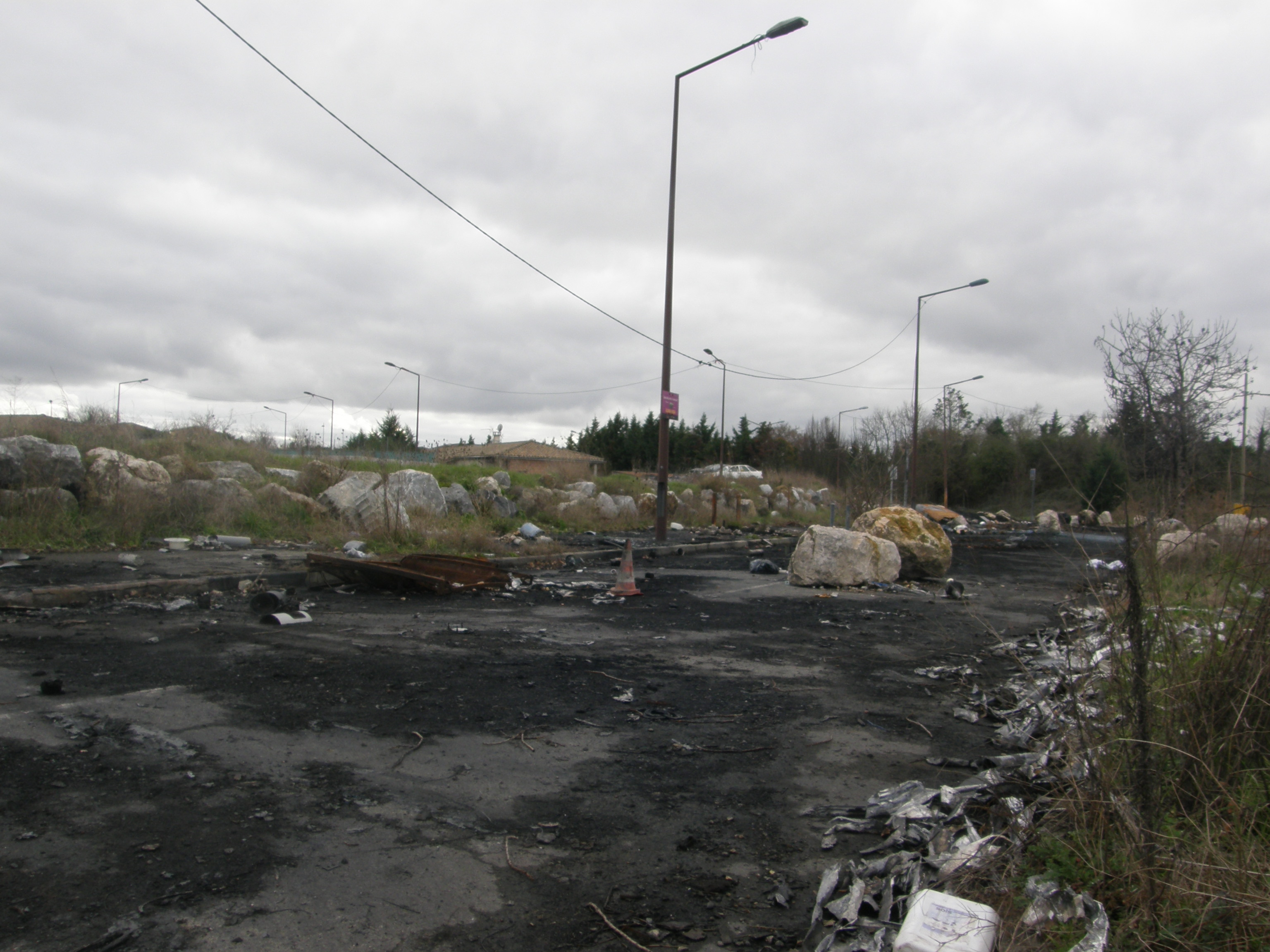
Route désaffectée dans le nord du quartier.

Le quartier dispose d'une gare, d'une école ainsi que de bâtiments de bureaux.
La partie du quartier située au nord de la gare est en cours de renouvellement. Cependant des terrains vagues subsistent.

## Voies de communications et transports

### Transports en commun
- Gare des Ramassiers
  - 3263

- Fontaine Lumineuse
  -   (en 2025)
  - L22163Cimetières

### Axes routiers
- Autoroute A624 et route nationale 124 : Accès n°3, dit "Échangeur de la Fontaine Lumineuse" et actuellement en cours de réaménagement[6].
- Rocade Arc-en-Ciel : Accès n°980.1. Il donne sur le boulevard de l'Europe, une des principales artères du quartier.
- La voie de liaison des Ramassiers : Un boulevard urbain actuellement en cours d'aménagement entre l'échangeur de la Fontaine Lumineuse et allant directement dans le quartier au niveau de l'esplanade de la gare[7].